# Tomislav Duvnjak
Tomislav Duvnjak (* 5. Februar 2003 in Zagreb) ist ein kroatischer Fußballspieler, der aktuell für den NK Istra 1961 spielt.

## Karriere

### Verein
Duvnjak begann beim NK Croatia Sesvete mit dem Fußballspielen, bevor er 2010 zu Dinamo Zagreb wechselte. Am 24. Juli 2020 gab er beim 2:0-Heimsieg gegen NK Varaždin sein Debüt für die erste Mannschaft, als er in der 76. Spielminute für Lovro Majer eingewechselt wurde. Knapp zwei Monate später wurde er von der Zeitung The Guardian als einer der besten jungen Talente seines Jahrgangs ausgezeichnet.

### Nationalmannschaft
Duvnjak kam bereits in allen Nationalmannschaft von Kroatien bis zur U20 zum Einsatz.